# Allactaga vinogradovi
Allactaga vinogradovi е вид бозайник от семейство Тушканчикови (Dipodidae). Видът е почти застрашен от изчезване.

## Разпространение
Видът е разпространен в Казахстан, Киргизстан, Таджикистан и Узбекистан.